# Unité de soins intensifs de cardiologie
Pour les articles homonymes, voir USIC.

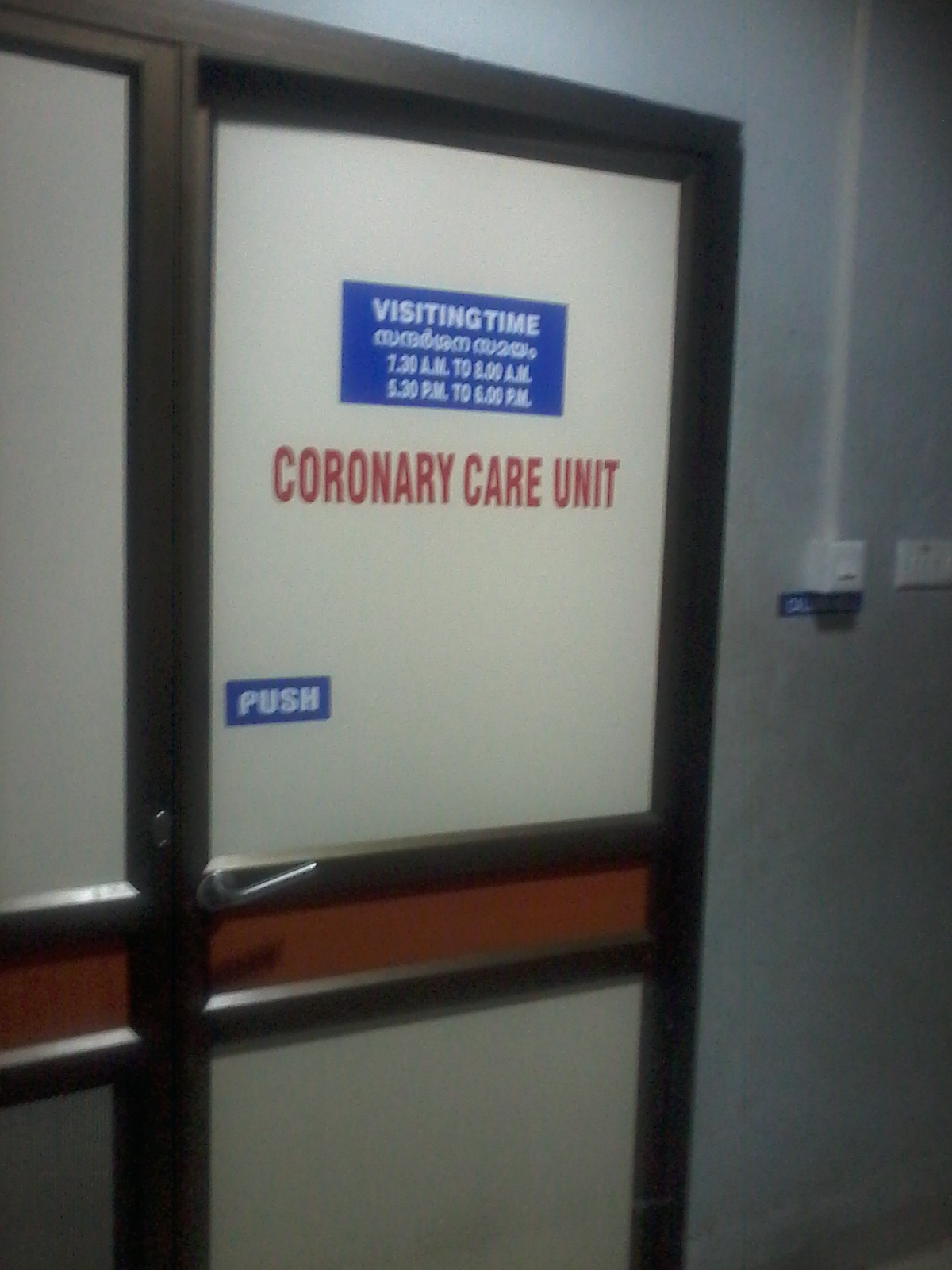
Porte menant à une unité de soins intensifs (CCU) au Kerala.

Une unité de soins intensifs de cardiologie (parfois abrégée USIC) est un service d'hospitalisation situé au sein d'un service de cardiologie et permettant la surveillance 24 h sur 24 des constantes vitales des patients.
Elle implique la présence, outre d'une équipe soignante, d'un cardiologue de garde sur place.

## Finalités
Elles ont été créées dans les années 1960 pour la prise en charge de l'arrêt cardio-circulatoire chez les patients faisant un infarctus du myocarde, ce qui implique un scope de surveillance de l'électrocardiogramme, du personnel médical et paramédical présents 24 h sur 24 et du matériel de réanimation (dont un défibrillateur). Son recrutement a évolué, prenant en charge moins d'infarctus et plus d'insuffisance cardiaque aiguë, ainsi que des patients cardiaques porteurs d'autres maladies graves.

## Historique
La première unité de ce genre est ouverte en 1962 à Kansas City dans le Kansas, aux USA. Dans les quatre ans qui suivent, près de 200 unités ouvrent aux États-Unis. Elle démontre alors une diminution de la mortalité de l'infarctus lorsqu'elle est prise en charge par ce type de structure.
L'apparition des soins intensifs de cardiologie est considérée, à la fin des années 1990, comme le progrès le plus significatif de la prise en charge de l'infarctus du myocarde.